# Unia walutowa
     EUR Euro
     USD Dolar amerykański
     CHF Frank szwajcarski
     INR Rupia indyjska
     AUD Dolar australijski
     XCD Dolar wschodniokaraibski
     ZAR Rand południowoafrykański
     XOF Frank CFA (Afryka Zachodnia)
     XAF Frank CFA (Afryka Środkowa)
     XPF Frank CFP

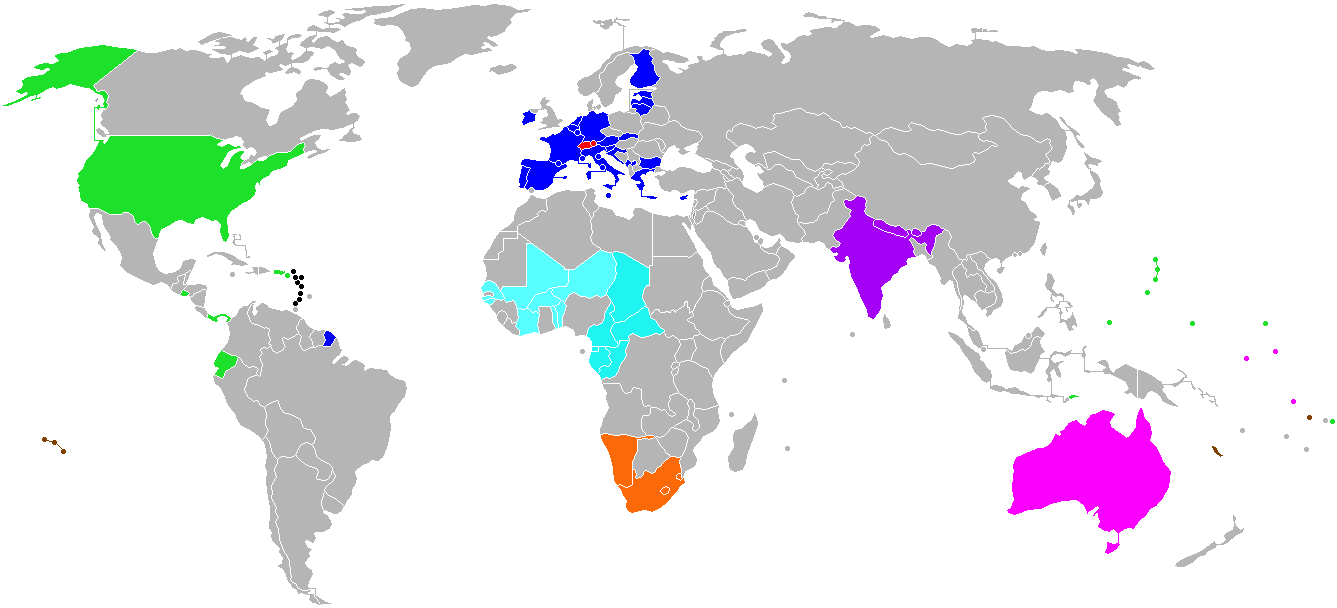
Mapa przedstawiająca unie walutowe i państwa jednostronnie przyjmujące cudzą walutę:
EUR Euro
USD Dolar amerykański
CHF Frank szwajcarski
INR Rupia indyjska
AUD Dolar australijski
XCD Dolar wschodniokaraibski
ZAR Rand południowoafrykański
XOF Frank CFA (Afryka Zachodnia)
XAF Frank CFA (Afryka Środkowa)
XPF Frank CFP

Unia walutowa, unia monetarna – system, w którym kraje nim objęte rezygnują ze swoich walut narodowych na rzecz wspólnej waluty. Kraje objęte unią walutową nie prowadzą niezależnych polityk pieniężnych (prowadzona jest jedna polityka realizowana przez wspólnie powołany bank centralny).
Zgodnie z inną definicją unia walutowa to forma wspólnego rynku wnosząca dodatkowo dwa zasadnicze elementy: wspólny rynek kapitałowy (w tym finansowy), integrujących się krajów oraz unię kursową (unię tę można zrealizować przez wprowadzenie pełnej wymienialności walut tych krajów lub przez stosowanie we wzajemnych rozliczeniach wspólnej waluty).
Głównymi elementami tej formy integracji gospodarczej są:
- pełna liberalizacja przepływu kapitału między tworzącymi ja państwami;
- integracja usług bankowych i finansowych;
- zamrożenie kursów walut tworzących ja państw;
- wprowadzenie wspólnej waluty.

Prawidłowe funkcjonowanie unii monetarnej wymaga:
- znacznego stopnia zbieżności cykli koniunkturalnych pomiędzy integrującymi się krajami;
- mobilności czynników produkcji, w tym kapitału i pracy, pomiędzy tymi krajami;
- istnienia mechanizmu umożliwiającego zminimalizowanie ryzyka występowania szoków asymetrycznych, w tym poprzez stworzenie unii fiskalnej pomiędzy integrującymi się krajami;
- dążenia do ograniczenia ryzyka poprzez stosowanie narzędzi polityki makroostrożnościowej.

Pierwszą podstawą teoretyczną funkcjonowania unii walutowej była teoria optymalnego obszaru walutowego.
Współcześnie przykładami unii walutowych są: unia gospodarcza i walutowa (w ramach Unii Europejskiej), dolar wschodniokaraibski oraz frank CFA.